# 吳逸凱
吳逸凱（Ng Yat Hoi，1986年11月6日—），香港職業足球員，司職守門員，現已退役，轉行做健身教練。

## 球員生涯
吳逸凱曾效力沙田、太陽飛馬等球會。

## 個人榮譽
- 2009年東亞運動會足球項目金牌

## 外部連結
- 香港足球總會網站球員註冊資料（页面存档备份，存于）